# Alphubel
Der Alphubel ist ein 4206 m ü. M. hoher Berg in den Walliser Alpen in der Schweiz. Der zur Allalingruppe gehörende Berg liegt südlich der Mischabel auf dem Grat zwischen dem Mattertal und dem Saastal auf Boden der Gemeinden Täsch und Saas-Fee.

## Geographie
Nördlich des Alphubels liegt das höhere Täschhorn, der südlichste Gipfel der Mischabel, von dem es durch das Mischabeljoch (3847 m) getrennt ist, während der Grat im Süden weniger deutlich via Alphubeljoch (3770 m) zum Feechopf (3888 m) und Allalinhorn verläuft. Während das Terrain nach Westen zum Teil recht schroff ins Mattertal abfällt, ist die Ostseite flach und verglichen mit seinen Nachbarn geradezu lieblich. Der charakteristisch flache Gipfel des Alphubels ist mehrheitlich firnbedeckt und besitzt neben dem Hauptgipfel einen nördlichen Gipfel mit einer Höhe von 4188 m, der sich aber kaum von der flachen Kuppe absetzt.
Der Alphubel entsendet nach Westen einen deutlichen, eisfreien Felsgrat, den Rotgrat, bis hinunter zur Täschhütte (2701 m), während der Nord-Süd-Hauptgrat und ein namenloser nordöstlich verlaufender Grat weitgehend eisbedeckt sind. Aufgrund seiner beträchtlichen Höhe und der relativ geringen Neigung seiner Hänge befinden sich im Gipfelgebiet des Alphubels mehrere Gletscher: Nordwestlich bzw. westlich des Gipfels liegt der inzwischen in drei Eismassen zerfallene Weingartengletscher, der bis ca. 3100 m hinunterreicht und in dessen Gletschervorfeld sich der gleichnamige Weingartensee befindet. Die ganze Ostflanke wird vom Feegletscher eingenommen, einem der grösseren Gletscher der Region, der sich über mehrere Quadratkilometer erstreckt und immer noch fast den Talkessel bei Saas-Fee erreicht. Im Südwesten liegt mit dem Alphubelgletscher der kleinste Gletscher des Gipfels.

## Besteigungsgeschichte
Die Erstbesteigung fand am 9. August 1860 durch T.W. Hinchliff und Leslie Stephen mit den Führern Melchior Anderegg, Peter Perren und Franz Andenmatten statt.

## Routen
Die Morphologie des Alphubels und seine Nähe zu den Bergbahnen von Saas-Fee machen den Alphubel zu einem der vergleichsweise leicht besteigbaren Viertausender der Schweizer Alpen. Dennoch haben sämtliche Anstiege den Charakter einer Hochtour mit allen objektiven Gefahren einer solchen.
Die Normalroute führt vom Berghaus Längflue (2867 m) oberhalb von Saas-Fee über den flachen, aber spaltenreichen Feegletscher auf den Gipfel. Der Aufstieg nimmt 4–5 Stunden in Anspruch und wird in der SAC-Hochtourenskala mit WS gewertet.
Eine weitere Möglichkeit mit Talort Saas-Fee besteht in einer Hochtour vom Mittelallalin (3457 m) aus, der sich bequem mit der Metro Alpin erreichen lässt. Von dort führt der Aufstieg, z. T. über Fels, via Feejoch (3826 m), Feechopf und Alphubeljoch zum Gipfel (ebenfalls WS, 4h).
Von Westen führt die bekannteste Route von Täsch via Täschalp und Täschhütte und von dort über den Alphubelgletscher und das Alphubeljoch über den südsüdöstlich verlaufenden Hauptgrat ("Eisnase") zum Gipfel. Diese Route dauert ca. 5 h und wird ebenfalls mit WS bewertet.

## Hütten und Biwaks
- Täschhütte
- Berghaus Längflue
- Britanniahütte, via Mittelallalin
- ggf. Kinhütte
- Mischabeljochbiwak auf dem namensgebenden Joch zw. Alphubel und Täschhorn